# Карпентер, Леонард
Леонард Грисволд Карпентер (англ. Leonard Griswold Carpenter; 28 июля 1902, Миннеаполис, Миннесота — 15 мая 1994, Миннеаполис, Миннесота) — американский гребец, выступавший за сборную США по академической гребле в середине 1920-х годов. Чемпион летних Олимпийских игр в Париже в зачёте восьмёрок, победитель и призёр многих студенческих регат.

## Биография
Леонард Карпентер родился 28 июля 1902 года в Миннеаполисе, штат Миннесота.
Занимался академической греблей во время учёбы в Йельском университете в Нью-Хейвене, в течение четырёх лет состоял в местной гребной команде «Йель Булдогс», неоднократно принимал участие в различных студенческих регатах.
Наивысшего успеха в гребле на международном уровне добился в сезоне 1924 года, когда вошёл в основной состав американской национальной сборной и благодаря череде удачных выступлений удостоился права защищать честь страны на летних Олимпийских играх в Париже. В распашных восьмёрках с рулевым благополучно преодолел полуфинальную стадию и в решающем финальном заезде обошёл всех своих соперников, в том числе более чем на 15 секунд опередил ближайших преследователей из Канады — тем самым завоевал золотую олимпийскую медаль.
Окончив университет незадолго до Олимпиады, впоследствии Карпентер работал в лесной промышленности, занимал должность президента в крупной лесозаготовительной компании в Миннесоте.
Умер 15 мая 1994 года в Миннеаполисе в возрасте 91 года.